# Sapogenina

Estructura química de la yamogenina, una sapogenina que es trob al fenigrec

Les sapogenines són els aglicons, o parts no sacàrids, dels productes naturals coneguts com a saponines. Les sapogenines contenen esteroides o altres triterpens. Per exemple, sapogenines esteroidals com la tiggenina, neogitogenina, i tokorogenina s'han aIllat dels tubercles de la planta Chlorophytum arundinacelum. Algunes sapogenines esteroidals poden servir de punt de partida per a la semisíntesi d'ormones esteroïdes.